# Sublime (motorfiets)
Sublime is een historisch Frans motorfietsmerk dat in 1954 begon met de productie van 350 cc staande twins.